# 六曲香酒
六曲香酒简称六曲香，是祁县出产的一系列白酒，源于1950年当局在以前烧锅的旧址上成立的“祁县酒厂”，后数度易名。而六曲香酒本身则为1966年酒厂研发出六种酿酒微生物提制麸曲，共同发酵酿成的清香型白酒。产品推出后虽受欢迎和多次获奖，但1998年初山西发生造成27人死亡、222人中毒致盲、致残的特大假酒案使所有山西酒厂产品广受打击，六曲香也无辜受害，惨遭波及而一蹶不振，再也无法恢复元气，直至被2001年12月北京红星股份有限公司并购，六曲香为采用大曲酿造技艺，但以麸曲酿成的麸曲清香型白酒。